# The Nanny (1965)
The Nanny (bra: Nas Garras do Ódio; prt: A Velha Ama) é um filme britânico de 1965, dos gêneros terror psicológico, suspense e drama, dirigido por Seth Holt, estrelado por Bette Davis, e coestrelado por William Dix e Pamela Franklin. O roteiro de Jimmy Sangster e Renée Glynne foi baseado no romance homônimo de 1964, de Merriam Modell (sob o pseudônimo Evelyn Piper).
A trama retrata a história de uma babá devotada que cuida de um menino de dez anos recém-saído de um lar para pessoas com doenças mentais, e que a incrimina de tentar matá-lo.

## Sinopse
Depois de se tornar o principal suspeito de ter afogado sua irmã mais nova na banheira enquanto ela tomava banho e passar dois anos em uma instituição para pessoas com doenças mentais, o garoto Joey (William Dix), de dez anos de idade, está voltando para casa, onde mora com seus pais, ricos e ausentes. Ao chegar, Joey reencontra sua babá (Bette Davis), a qual ele acusou de ser a real assassina de sua irmã. Agora, para o garoto, a próxima vítima é ele.

## Elenco
- Bette Davis como Babá
- William Dix como Joey Fane
- Pamela Franklin como Bobbie Medman
- Wendy Craig como Virginia "Virgie" Fane
- Jill Bennett como Tia Pen
- James Villiers como Bill Fane
- Jack Watling como Dr. Medman
- Maurice Denham como Dr. Beamaster
- Alfred Burke como Dr. Wills
- Angharad Aubrey como Susy Fane
- Harry Fowler como Leiteiro

## Recepção
A produção obteve uma recepção positiva da crítica especializada. No site agregador de críticas Rotten Tomatoes, 85% das 13 resenhas dos críticos são positivas, com uma classificação média de 6,7/10. A base de dados AllMovie chamou-o de "uma das melhores produções não sobrenaturais da Hammer Films dos anos 1960".

### Bilheteria
De acordo com registros da 20th Century-Fox, o filme precisava arrecadar US$ 1.300.000 para superar seus gastos, e acabou arrecadando até US$ 2.175.000, o que significava que a produção obteve um lucro de US$ 875.000.
Os direitos de exibição do filme foram vendidos para os Estados Unidos por quase US$ 400.000.